# University of Brighton
University of Brighton je univerzita se 20 700 studenty ve městě Brighton ve Spojeném království. Univerzita se rozkládá na pěti kampusech v Brightonu, Eastbourne a Hastings. V roce 2014 byla Brightonská univerzita zařazena mezi 25 % nejlepších univerzit ve Velké Británii.

## Historie
Počátky univerzity sahají až do roku 1859. Její založení bylo spjato se založením Umělecké školy v Brightonu (Brighton School of Art) v Royal Pavilion, kde se prvních 110 studentů scházelo v učebně vytvořené z původní kuchyně.
V roce 1992 byl Brightonské univerzitě udělen oficiální status univerzity a od té doby se škola stále rozrůstá.

## Místo a doprava
Brighton je město asi se 156 000 obyvateli a spolu s Hove tvoří souměstí Brighton and Hove.
Univerzita má kampusy ve třech městech: Brightonu, Eastboune a Hastings. Všechna tři města se nachází na jižním pobřeží Velké Británie. Eastbourne je považováno za jedno z nejslunnějších měst ve Velké Británii a Hastings je město s velmi živou uměleckou a hudební scénou.
University of Brighton se nachází ve vzdálenosti přibližně 75 km od Londýna a cesta vlakem trvá asi jednu a půl hodiny.

## Škola
Za posledních 10 let bylo do vybavení a zařízení školy investováno více než 100 milionů liber. Mezi speciální vybavení školy patří např. univerzitní rádiová stanice, redakce, letecký simulátor, lékárny a další. Studenti mají volný přístup do knihoven, a počítačových učeben. Univerzita má na celém kampusu wi-fi a online studijní systém se nazývá Studentcentral, který je unikátní tím, že studentům umožňuje studium z domova. Brightonská univerzita je také přístupná pro studenty s učebními poruchami jako je dyslexie a jiné.
Škola se také angažuje v projektech zabývajících se rovnoprávnosti pohlaví a podepsáním Athena SWAN charter se zařadila do programu podporující vyšší studium a následující uplatnění žen ve vědeckých oborech např. inženýrství, matematika, technologie, věda a medicína. Univerzita dále podporuje i rasovou diverzitu studentů a proto každý rok přijme až 3 000 mezinárodních uchazečů. Personál školy a studenti pochází až ze 150 různých zemí světa.
Většina školních předmětů je dostatečně flexibilní, aby si studenti mohli sestavit své studijní plány podle vlastních představ, možností a ambicí od budoucna.
Univerzita dále nabízí zahraniční studium pro místní studenty na jedné z partnerských škol, které se nachází po celé Evropě i dál.

### Školní Unie
Na škole se nachází více než 100 studentských spolků, které si vedou sami studenti a všechny jsou jim volně přístupné. Spolky jsou jak kulturní, tak i náboženské, politické nebo studijní. Studenti si také demokraticky volí svoje zástupce ve Studentské Unii, kteří mají dále zodpovědnost za určitou oblast školního systému.

### Uplatnění
Až 88 % studentů si do 6 měsíců od ukončení studia najde práci. Mezi nejznámější zaměstnavatele absolventů Brightonské univerzity patří British Airways, American Express, Nike, IBM nebo Rolls Royce.
Mnoho studijních kurzů je akreditováno profesionálními firmami a spolupracuje s podniky, budoucími zaměstnavateli a profesními organizacemi, které přispívají k rozvoji jak kurzů, tak studentů. Některé kurzy nabízí i praxi a studenti se z pracovních stáží vrací s novými kontakty, zkušenostmi, sebedůvěrou a někdy i s pracovními nabídkami.
Škola nabízí i brigády nebo práce na poloviční úvazek pro studenty, kteří hledají nové příležitosti a zaměstnává kariérní poradce, kteří studentům rádi pomohou s vytvořením jejich životopisu a s volbou jejich budoucího zaměstnání.

### Sport
University of Brighton má více než 60 sportovních klubů. Jsou vhodné pro studenty, kteří chtějí soutěžit ale i pro ty, kteří chtějí zůstat ve formě nebo se jen bavit. Proto si také studenti vybírají mezi rozmanitou nabídkou tělocviku, počínaje lekcemi juda až po cvičení na trampolínách nebo zumbu. Mezi sportovní vybavení Univerzity v Brightonu patří několik tělocvičen, plaveckých bazénů, sportovních hal a fotbalových hřišť. Škola také nabízí sportovní stipendia pro profesionální sportovce.

## Fakulty
- Fakulta umění
- Fakulta vzdělání a sportu
- Fakulta zdraví a sociálních studií
- Fakulta vědy a inženýrství
- Fakulta obchodnílhjg